# عامل فصل الطاقة
في عمليات الفصل الكيميائية، يشير مصطلح عامل فصل الطاقة (ESA) إلى الشغل الحراري أو الشغل الناتج عن التدوير الذي تتم إضافته إلى عملية فصل نوعين كيميائيين بهدف تسهيلها. ويختلف عن عامل فصل الكتلة الذي يعني أي نوعٍ من الأنواع الكيميائية التي تتم إضافتها إلى التفاعلات الكيميائية بغرض تسهيلها. وتُستخدَم عوامل فصل الطاقة في العديد من عمليات الفصل الشائعة.
من الأمثلة المهمة على العمليات التي تُستخدَم فيها عوامل الفصل الكيميائية: التبخر (بإضافة حرارة)، والتقطير (بإضافة حرارة)، والتبلور (بانبعاث حرارة)، والتعرية (بإضافة حرارة).